# Amaury Gorgemans
Amaury Gorgemans (Etterbeek, 3 september 1992) is een Belgisch basketballer.

## Carrière
Gorgemans speelde in de jeugd bij RBC Waterloo en Centre de Formation AWBB. In 2009 ging hij spelen bij de jeugdopleiding van Dexia Mons-Hainaut en speelde zijn eerste match voor de eerste ploeg in 2010. Hij speelde bij Bergen negen seizoenen en won in 2011 de Belgische beker. In 2017 verliet hij de ploeg en tekende een contract bij Spirou Charleroi voor een seizoen. Het seizoen erop speelde hij bij Phoenix Brussels.
In 2019 tekende hij een contract bij de Roemeense eersteklasser BC SCM Timișoara waar hij een seizoen speelde. In november 2020 keerde hij terug naar België en tekende bij Liège Basket. Hij tekende in april 2021 bij de Franse tweedeklasser ASC Denain Voltaire als medische joker voor Ruphin Kayembe en speelde er tot het einde van het seizoen. Hij tekende in augustus bij het Spaanse Club Melilla Baloncesto waar hij ploeggenoot werd van Thomas De Thaey. Gorgemans verliet de club in april 2022 om persoonlijke redenen.

## Erelijst
- Belgische bekerwinnaar: 2011